# جسی کاندا
جسی کاندا (انگلیسی: Jesse Kanda؛ زادهٔ ۱۹۸۷ (۳۷–۳۸ سال)) فیلم‌ساز، هنرمند تجسمی، و موسیقی‌دان اهل 
- کانادایی
- ژاپنی

 است.